# Intercalatie (biochemie)

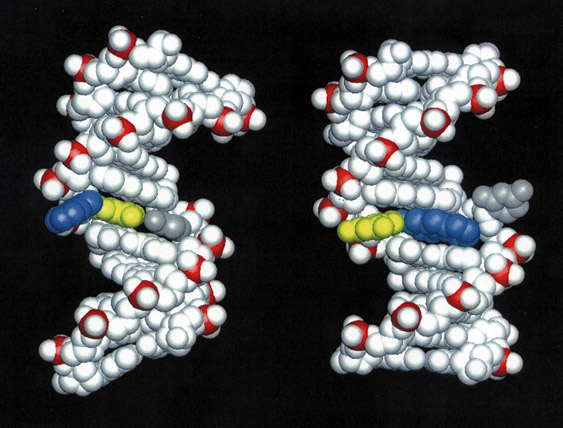
De aromatische verbinding 2-aminofluoreen intercaleert in de DN-helix (wit).

Intercalatie is de niet-covalente invoeging van een aromatische verbinding tussen de basenparen van het dubbelstrengse DNA. Intercalerende stoffen nestelen zich horizontaal tussen de nucleobasen in de helix. In veel gevallen verstoort dit de ruimtelijke structuur van het DNA, waardoor processen als transcriptie en replicatie niet meer goed kunnen plaatsvinden. Het gevolg is dat veel intercalerende stoffen te boek staan als zeer mutageen en cytotoxisch.
De meeste intercalerende verbindingen zijn polycyclisch en aromatisch van aard. Enkele voorbeelden zijn paks, ethidiumbromide, doxorubicine en thalidomide. Dergelijke stoffen worden toegepast als DNA-kleurstof in de microscopie (doordat ze selectief aan het DNA binden), of als geneesmiddel, bijvoorbeeld chemotherapeutisch cytostaticum (doordat ze de DNA-replicatie van sneldelende kankercellen verhinderen). Ook worden ze soms gebruikt als probe om de nucleïnezuurstructuur te onderzoeken.